# جيسي أرودا
جيسي أرودا نجمة التلفزيون البرازيلي التي أصبحت معروفة كونها طالبة في جامعة بانديرينت دي ساو باولو عندما كانت ترتدي تنورة تسببت في أعمال شغب. ثم أعقب طردها في نهاية المطاف وإعادة القبول قرارها بعدم العودة إلى المدرسة.

## سيرة ذاتية
في 22 أكتوبر 2009، ذهبت أرودا، رائدة السياحة، إلى المدرسة مرتدية فستانًا قصيرًا، مما جعلها تتعرض لمضايقات من قبل بعض زملائها الطلاب. هذا تسبب في رد فعل عنيف يستند إلى أسس أخلاقية وانتهى مع تعرض الطالب للمضايقة والاعتداء اللفظي داخل الجامعة. وقد أُجبرت على مغادرة أراضي المدرسة التي كانت ترتدي سترة، ورافقتها الشرطة التي فرقت الحشود برذاذ الفلفل. تم تحميل مقاطع الفيديو للحادث على اليوتيوب مما تسبب في حدوث مضاعفات وطنية.  
بعد الحادث جذبت انتباهًا كبيرًا على المستويين الوطني والدولي، تم التنديد بأفعال طلاب الجامعة الذين تعرضوا لمضايقة في الشارع على أنهم متحيزون جنسيًا من جانب الإناث من اتحاد الطلاب الوطني في البرازيل ومن مجلس النواب في البرازيل.  طالبت نقابة المحامين في البرازيل باعتذار علني من قبل UNIBAN إلى الطالب. تحدث السناتوران فالتر بيريرا وإدواردو سوبليسي ضد هذا الحادث. 

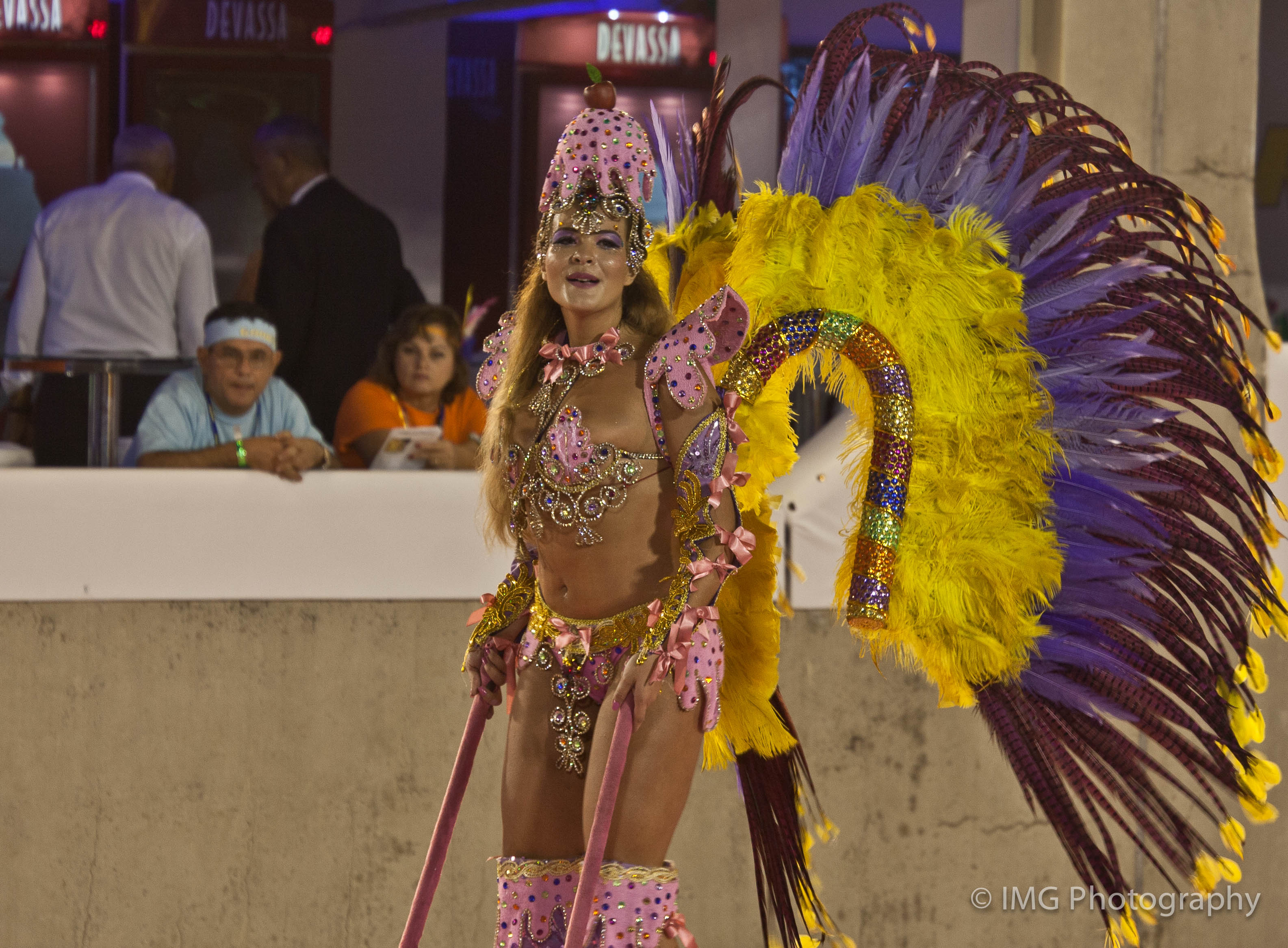
جيسي أرودا

في 7 نوفمبر 2009، استخدمت الجامعة إعلانًا عامًا مدفوعًا لإعلان أنها طردت أرودا من الجامعة  بسبب «عدم احترام المبادئ الأخلاقية والكرامة الأكاديمية والأخلاق.»     تم إعلان قرار الجامعة على أنها متحيزه جنسيًا من قبل اتحاد الطلاب الوطني، والذي قال إن «الجامعة كانت تعيش في عصر الكهف»  ، ويُعتقد أن هذه الأعمال كانت غير اعتيادية للغاية. 
في 9 نوفمبر، قررت UNIBAN عكس قرارها. ومع ذلك، كان محامو أرودا غير مقتنعين مستشهدين بأنها عانت من سبع جرائم: سوء المعاملة، والتهديد، والتشهير، والسجن كاذب، وأفعال فاضحة من زملائهم الطلاب، والإحراج والتحريض على الجريمة. وفي اليوم نفسه، تم إجراء تحقيق من جانب وفد الدفاع عن المرأة في بلدية ساو برناردو دو كامبو لتحديد ما إذا كان هناك تشهير.
على الرغم من إلغاء الطرد، قررت جيسي أرودا عدم العودة إلى جامعتها. هذا الحادث كله جعلها شخصية وطنية. مع شهرتها الجديدة،  ظهرت أرودا في العديد من البرامج التلفزيونية، وشاركت في الكرنفال بشكل عاريًا.

## روابط خارجية
- جيسي أرودا على موقع IMDb (الإنجليزية)
- جيسي أرودا على موقع كينوبويسك (الروسية)